# سرخرگ بالاشکمی سطحی
سرخ‌رگ بالاشکمی سطحی (به انگلیسی: Superficial epigastric artery)، از جلوی سرخرگ رانی در حدود ۱ سانتی‌متر زیر رباط کشاله ران ایجاد می‌شود و با عبور از پوشش رانی و فاسیای کریبریفورم به سمت بالا در جلوی اینگوینال می‌چرخد و بین دو لایه فاسیای سطحی دیواره شکم، تقریباً تا ناف بالا می‌رود.